# Isla Española (Galápagos)
La isla Española (o Hood, en honor al almirante británico Samuel Hood), con 60 km², una de las menores que forman el archipiélago ecuatoriano de las islas Galápagos. Es la más antigua de todas, con unos 14 millones años de existencia. Deshabitada, en ella viven varias especies animales de interés, como el endémico sinsonte de Española, el alcatraz patiazul, la tórtola de Galápagos, la gaviota de Galápagos, la iguana marina, albatros y pinnípedos. Dos lugares son especialmente populares entre los visitantes: bahía Gardner, que tiene una playa reconocida por su belleza, y punta Suárez, de interés por su variedad de aves.